# Marina Rossell
Marina Rossell i Figueras (Castellet y Gornal, Barcelona, 17 de enero de 1954) es una cantautora española en lengua catalana y castellana.

## Trayectoria artística
Sus inicios artísticos fueron en 1974, abriendo los conciertos de Lluís Llach, Ovidi Montllor, Pi de la Serra, entre otros. En 1977 editó su disco de debut Si volieu escoltar, con arreglos de Llach, en el que recopilaba canciones populares catalanas actualizadas, que le acompañaron en sus primeros años de actuaciones.
Fue Penyora... (1978) (premio Fotogramas de Plata) el trabajo que la lanzó a la fama y que incluye el tema La gavina, hasta hoy el más popular de su carrera. Otros de sus éxitos son Bruixes i maduixes (mejor disco catalán del año), Rosa de foc (Premio Ràdio 4) Cos meu recorda, Barca del temps (Disco de oro) y Ha llovido, su primer disco en castellano.
Ha colaborado y grabado con multitud de autores e intérpretes, entre los que cabe destacar a Georges Moustaki, Montserrat Caballé, Tete Montoliu, Luis Eduardo Aute, Carlos Cano, Marc Parrot, Pablo Guerrero, Jaume Sisa, Manzanita, Miguel Poveda, Pedro Guerra, entre otros. Ha realizado numerosas giras por Europa, Iberoamérica y en el norte de África. En esta trayectoria internacional cabe destacar los conciertos en el Théâtre de la Ville de París (1981 y 1987), las actuaciones en el Festival Tenco de San Remo (Italia, (1982) y el Festival Utono Musicale de Como (Italia, 1989), además de sus apariciones en Moscú y Armenia, (1985), Bogotá (1988), Festival Internacional de Cuba (1994), concierto Pro-Indígenas Bolivia (1995), Anfiteatro Ragusa Festival Barcelona-Sarajevo (Bosnia) (1996) Centro Cultural Guaraní de Paraguay (1996), Teatro Nacional de Cuba (1997), Théâtre l'Ancienne Belgique de Bruselas (Bélgica, 1998), La Trastienda (Buenos Aires, 1998) y en el Palau Sant Jordi -Catalunya x Kosovo- (Barcelona, 1999), entre otros.
También participó en el Midem de Cannes (2000) con Lluís Llach, Maria del Mar Bonet y Nilda Fernández en el Gran Auditorium des Palais des Festivals, ha cantado en el Gran Teatro del Liceo y en el Palau de la Música Catalana de Barcelona (2005), así como en Ciudad de La Plata (Buenos Aires, Argentina) o en Santiago de Chile, Argelia, Irak, Israel, los Territorios Palestinos y Ciudad Juárez en México.
En diciembre de 2007 publicó Clàssics catalans, este álbum contiene 20 canciones, con sardanas replanteadas como ’Llevantina’, ‘Per tu ploro’, ‘Cavaller enamorat’ y ‘La mort de l'escolà’, así como canciones de autor, de cuna, religiosas, populares o habaneras. El disco, coproducido por Marc Parrot, se distribuyó en numerosos países de Europa y fue editado por Harmonia Mundi. Marina Rossell presentó el repertorio de ‘Clàssics catalans’ en los tres conciertos que dio en octubre de 2007 en las plazas argentinas de Buenos Aires, La Plata y Rosario y en enero de 2008 en Barcelona.

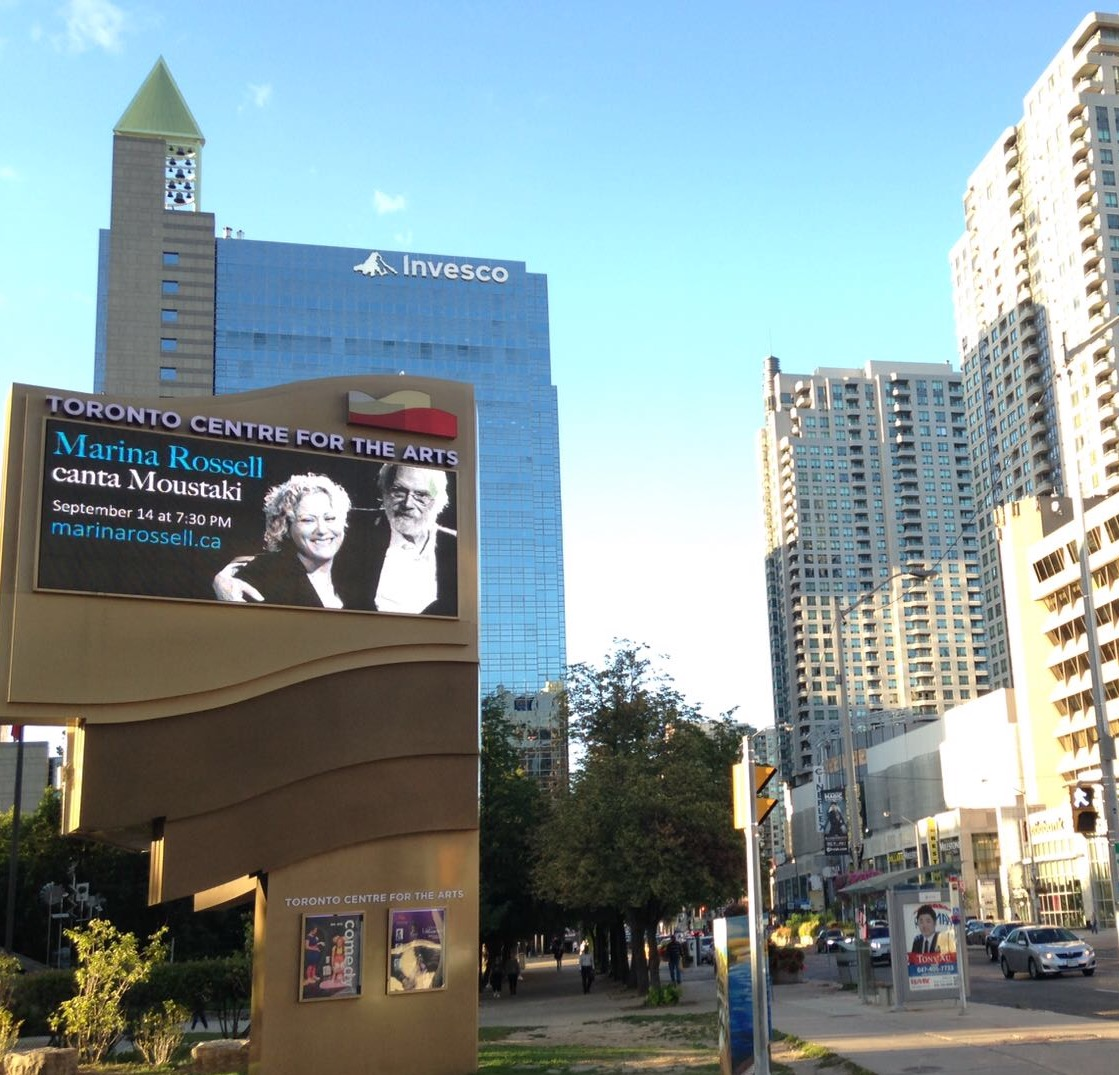
Montreal 2016

El 11 de septiembre de 2008 Rossell cantó en el Gran Teatro del Liceo de Barcelona, concierto especial (Marina Rossell al Liceu. de la Renaixença als nostres díes) en el que se grabó un DVD en directo que es editado en diciembre de 2008. En diciembre de 2011 se editó su disco Marina Rossell canta Moustaki como homenaje a Georges Moustaki con trece temas, uno de ellos interpretado a dúo con Moustaki. En 2014 editó un segundo disco en tributo a Moustaki con once temas, uno de ellos compuesto por la autora para el disco Marina Rossell canta Moustaki vol.2 y también se editó un tercer disco grabado en directo en el Festival Grec de Barcelona 2014 con el título Tribut a Moustaki.
En 2015 Marina estrenó Cançons de la resistència en la que incluye 12 canciones, entre ellas Lili Marleen, Grândola, vila morena, Bella ciao, Si me quieres escribir o el Cant dels partisans francesos. También incluye Quanta guerra!, escrito por la cantautora con el objetivo de no olvidar el desastre de las guerras. El disco fue publicado por la discográfica Satélite K y con el apoyo de la Amical de Ravensbrück y la portada ha sido diseñada por el escultor Jaume Plensa.

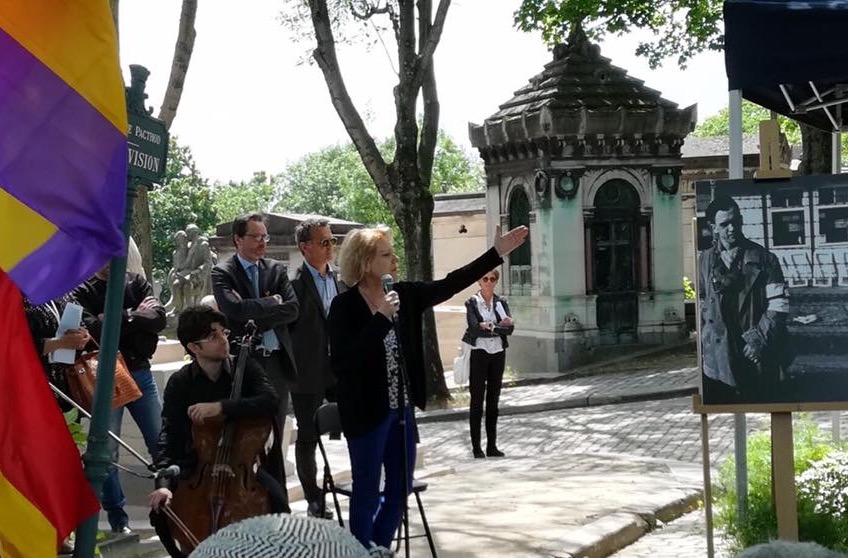
Cantando en el cementerio del Père-Lachaise

En septiembre de 2016 hizo una gira por Canadá, Montreal, Quebec, Toronto y Baie-Saint-Paul. En sus últimas giras y en la grabación de sus discos la acompaña al piano Xavi Lloses. En 2016 grabó un videoclip para la campaña a favor de los refugiados Casa nostra casa vostra (Casa nuestra es vuestra casa) con la canción Quanta Guerra, además de participar en el concierto colectivo en el Palau Sant Jordi.

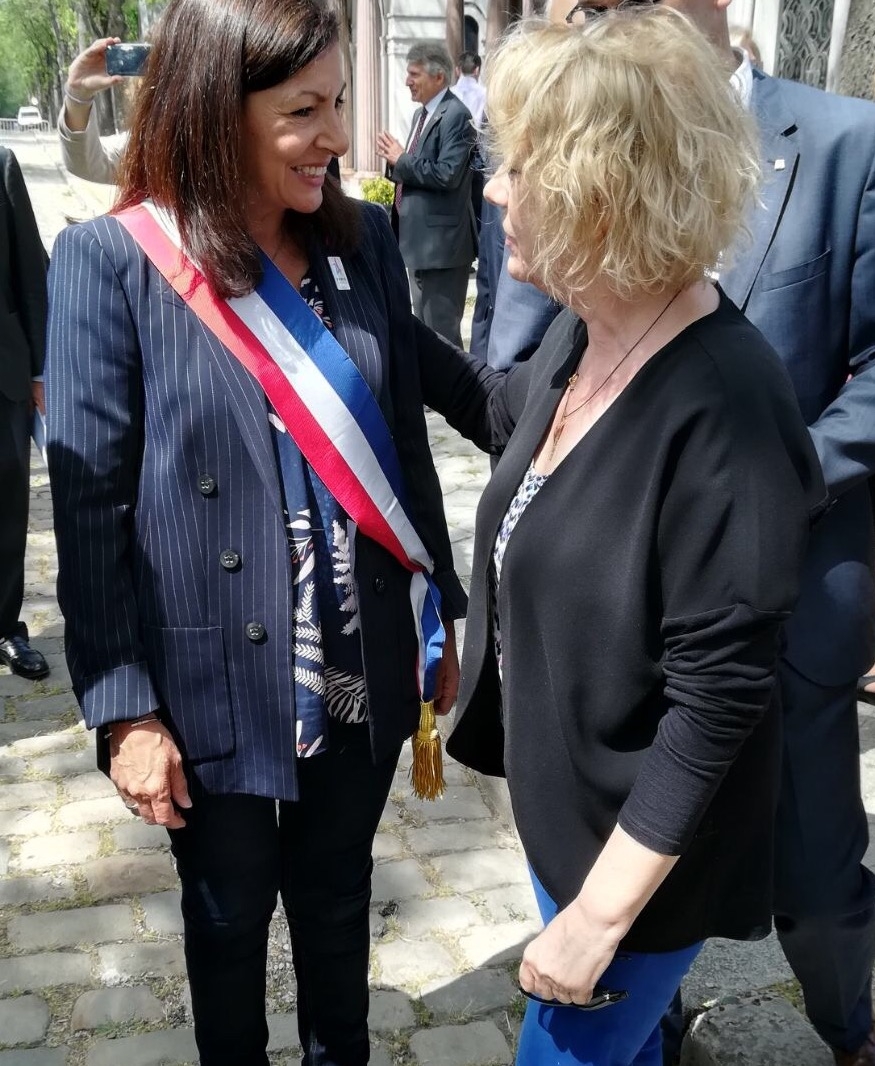
Con Anne Hidalgo, alcaldesa de París

En 2017, entre otros conciertos, cantó en el acto del traslado de los restos al cementerio del Père-Lachaise, de Francesc Boix, fotógrafo de Mauthausen, en una ceremonia presidida por la alcaldesa de París Anne Hidalgo, en el transcurso del acto, cantó L'emigrant y El Cant del Ocells. En octubre de 2019 publica un nuevo disco en castellano, con adaptaciones nuevas de las letras: Canta Moustaki y Canciones de la Resistencia.
En 2021 publica en catalán el disco 300 crits con algunos temas de su autoría así como con versiones en catalán de canciones francesas como Non, je ne regrette rien, Avec le temps, Sous le ciel de Paris, Et maintenant, J'attendrai, La mer o Hymne à l'amour.
Marina Rossell muestra en su obra su compromiso social y ético, feminista y luchadora por la conservación de la memoria histórica, así es vicepresidenta de la asociación "Amical de Ravensbrück".

## Premios
- En 1988 la Generalitat de Cataluña le concedió la Creu de Sant Jordi.
- En 2006 fue nombrada miembro Honorífico del Foro Iberoamericano de las Artes.
- En 2007 se le distinguió como Visitante Ilustre de La Ciudad de La Plata (Argentina).
- Reconocimiento de la Fundación Olof Palme por su apoyo a la paz.[11]
- En 2009 gana en los XIII Premios de la Música de España en la categoría de Mejor Álbum de Música Tradicional por su disco en directo desde el Gran Teatre del Liceu de Barcelona.[12]
- Premio Enderrock a la Trayectoria 2023.[13]

## Discografía
- Marina Rossell en Discogs

### Discografía oficial
- Si volieu escoltar 1977
- Penyora, Premio Fotogramas de plata 1978
- Bruixes i maduixes, Mejor disco catalán del año 1980
- Cos meu recorda, 1982
- Barca del temps, Disco de oro 1985
- Rosa de foc, 1988
- Cinema blau, 1990
- Marina, 1993
- Ha llovido, 1996
- Entre línies, 1997
- Y rodará el mundo, 2000
- Cap al cel, 2002
- Marítim, 2003
- Nadal, 2005
- Vistas al mar, 2006
- Clàssics catalans, 2007.
- Marina Rossell al Liceu, DVD 2008.
- Inicis 1977-1990, 2011. Recopilación en CD de sus primeros trabajos.
- Marina Rossell canta Moustaki, 2011.
- Marina Rossell canta Moustaki vol. 2, 2014.
- Tribut a Moustaki, 2014
- Cançons de la resistència, 2015
- Canta Moustaki y Canciones de la Resistencia, 2019
- 300 crits, 2021

### Discos colectivos
- Llegendes de Catalunya [1975]
- 5 Cèntims d'or [1980]
- Som una nació  [1982]
- B.S.O. Victòria! de Antoni Ribas [1983]
- Concert Homenatge Carles Sabater [2000]
- Que naveguen los sueños [2001]
- Poesía necesaria [2003]
- Son de Niños. Anton Pirulero [2003]
- Por la paz en Palestina [2004]
- BarnaSants. 10 anys de ritmes i cançons [2005]
- Per al meu amic... Serrat [2006]
- Visca l Visca l'amor (Teresa Rebull) [2006]
- Si véns amb mi. Homenatge a Lluís Llach  [2007]
- Sinfonía de mujeres (en colaboración con Cristina del Valle y Rim Banna) [2007]
- Maria Mercè Marçal. Catorze poemes, catorze cançons [2009]
- Gràcies, Raimon. Al vent: 50 anys [2009]
- El disc de La Marató 2009 [2009]
- Imanol: Donosti-Tombuctú [2010]
- Les nostres cançons contra la sida [2012]
- Le cose di Amilcare [2012]
- Espriu a Sinera. Concert del Centenari [2013]
- Concert per la llibertat [2013]
- Canten Giné [2014]
- Un pèl nou, un pèl antic. Tribut a Pere Tapias (con Jaume Sisa) [2017]
- Set tota la vida - 10 anys. Tribut a Mishima [2018]